# Список королей Гондора
В данной статье приведён список королей Гондора, упомянутых в легендариуме Дж. Р. Р. Толкина. Если не указано особо, все даты в статье относятся к Третьей Эпохе Средиземья.
Короли Гондора через Амандила происходили от Владык Андуниэ, а от них, через Сильмариэн — от королей Нуменора.

## Элендил
Элендил, сын Амандила (англ. Elendil son of Amandil). Первый король Гондора. Номинально правил как Верховный король в 3320-3441 гг. В. Э. Его сыновья, Исилдур и Анарион, были соправителями Гондора (до смерти Анариона в 3440 г. В. Э.).

## Исилдур
Исилдур (англ. Isildur) — второй король Гондора. Официально правил Гондором с 3441 г. В. Э. до 2 г. Т. Э.

## Менельдил
Менельдил (кв. Meneldil) — третий король Гондора, четвёртый ребёнок и единственный известный по имени сын Анариона и внук Элендила. Родился в Нуменоре и являлся последним потомком Элроса Тар-Миньятура, рождённым за пределами континента. Правил во 2-158 гг.

## Кемендур
Кемендур (кв. Cemendur) — четвёртый король Гондора. правил в 158—238 гг. Ушёл из жизни в возрасте двухсот восьмидесяти лет.

## Эарендил
Эарендил (кв. Eärendil) — пятый король Гондора. Правил в 238—324 гг. Прожил двести семьдесят шесть лет. Был назван в честь Эарендила Благословенного.

## Анардил
Анардил (кв. Anardil) — шестой король Гондора. Правил в 324—411 гг. Прожил двести семьдесят пять лет.

## Остогер
Остогер (кв. Ostoher, правильное произношение имени — Остохэр) — седьмой король Гондора. Правил в 411—492 гг. Перестроил Минас Анор в свою летнюю резиденцию. В правление Остогера на Гондор стали осуществлять набеги истерлинги.

## Ромендакил I
Ромендакил I, он же Таростар (кв. Rómendacil I (Tarostar)) — восьмой король Гондора. Правил в 491—541 гг. Будучи кронпринцем, выступил против истерлингов и победил их (после чего взял себе имя Ромендакил, «победитель востока»). Позже истерлинги снова вторглись в Гондор, и Ромендакил I снова выступил против них, но был убит в бою.

## Турамбар
Турамбар (кв. Turambar) — девятый король Гондора. Правил в 541—667 гг. Отомстил за смерть отца, Ромендакила I, отвоевав обширные регионы Рованиона у истерлингов.

## Атанатар
Атанатар (кв. Atanatar) — десятый король Гондора. Правил в 667—748 гг.

## Сириондил
Сириондил (кв. Siriondil) — одиннадцатый король Гондора. Правил в 748—840 гг.

## Тараннон Фаластур
Тараннон Фаластур (кв. Tarannon Falastur) правил в 840—913 гг. Был первым из «морских королей», умер бездетным. Начал политику землепроходчества и территориальной экспансии, что значительно увеличило власть Гондора. В ознаменование своих побед взял второе имя Фаластур, «владыка побережий». Его супругой была знаменитая королева Берутиэль, которую Тараннон был вынужден отправить в изгнание.

## Эарнил I
Эарнил I (кв. Eärnil I) правил в 913—936 гг. Племянник Тараннона Фаластура, второй «морской король». Восстановил древнюю гавань Пеларгир, построил огромный флот и путём длительной осады с моря завоевал для Гондора Умбар, но погиб в шторме недалеко от его берега.

## Кирьяндил
Кирьяндил (кв. Ciryandil) правил в 936—1015 гг. Третий «морской король». Погиб в Харадвайте, защищая Умбар от харадрим, вытесенных Эарнилом I из Умбара, и чёрных нуменорцев.

## Хиярмендакил I
Хиярмендакил I, он же Кирьяхэр (кв. Hyarmendacil I (Ciryaher)) правил в 1015—1149 гг. Последний «морской король». Собрал огромную армию, чтобы отомстить за смерть своего отца, Кирьяндила, и завоевал южные земли Харада в 1050 г. (после чего взял себе имя Хьярмендакил, «победитель юга»). При нём Гондор достиг вершины своего могущества и простирался с севера на юг от полей Келебранта и южного края Лихолесья до Умбара, а с запада на восток — от реки Гватло до моря Рун. Мордор в те годы был пустынен, а проходы в него охраняли великие крепости дунэдайн.

## Атанатар II Алькарин
Атанатар II Алькарин (кв. Atanatar II Alcarin) правил в 1149—1226 гг. Жил в такой роскоши, что люди говорили: 

… драгоценные камни в Гондоре — не более чем галька, валяющаяся под ногами для игры детей.
 Король любил лёгкую жизнь и ничего не делал для поддержания мощи государства, два его сына разделяли те же приоритеты. С его правления начался длительный упадок власти и престижа Гондора, который прекратился только с вступлением на престол Элессара Телконтара в начале Четвёртой Эпохи. Наблюдение за Мордором в те годы прекратилось.

## Нармакил I
Нармакил I (кв. Narmacil I) правил в 1226—1294 гг (в 1240—1294 гг. — номинально). Второй бездетный король. Вскоре после вступления на престол утомился от обязанностей короля и в марте 1240 г., всего после 14 лет на троне, передал власть своему племяннику Миналькару (англ. Minalcar), который правил в качестве регента в течение остатка срока номинального правления Нармакила.

## Кальмакил
Кальмакил I (кв. Calmacil) правил в 1294—1304 гг. Младший брат Нармакила I. Фактическую власть в ходе его правления держал в руках его неутомимый сын и регент Миналькар.

## Ромендакил II
Ромендакил II (кв. Rómendacil II) правил в 1304—1366 гг. Тронное имя Миналькара, принятое при коронации после смерти его отца, Кальмакила. Исполнял обязанности принца-регента в 1240—1304 гг. В 1248 году разбил большую армию истерлингов между Рованионом и морем Рун, уничтожив все их лагеря и поселения к востоку от него, после чего взял тронное имя Ромендакил («победитель востока»). Приказал построить на входе в Нен Хитоэль Столпы Аргоната.

## Валакар
Валакар (кв. Valacar) правил в 1366—1432 гг. В юном возрасте был послан своим отцом Миналькаром в Рованион, к вождю Видугавии (англ. Vidugavya), который оказывал ему помощь в войне с истерлингами, дабы Валакар ознакомился с языком, манерами и политикой людей Севера. Однако принц сильно превзошёл ожидания своего отца: он влюбился в принцессу Рованиона Видумави (англ. Vidumavi) и женился на ней, чем вызвал небывалое возмущение жителей Гондора нуменорского происхождения (особенно жителей прибрежных провинций), которое всё возрастало с тем, как король Валакар старел.

## Эльдакар (первое правление)
Эльдакар (кв. Eldacar, до коронации — Винитарья (англ. Vinitharya)) правил до своего низложения в 1432—1437 гг. Родился в Рованионе, среди людей Севера. Его мать-королева, несмотря на красоту и благородство, умерла быстро, не обладая даром долгой жизни дунэдайн, и многие жители Гондора опасались того, что и её потомки выродятся и потеряют величие Королей-из-за-Моря. К тому же Эльдакар вызывал у них отвращение, будучи рожден и воспитан в чужой стране.
Все это привело к началу гражданской войны (англ. Kin-strife) после восшествия Эльдакара на престол, которая разгорелась между конфедератами, возглавляемыми потомками королей, и верными Эльдакару людьми. Однако король, унаследовав благородство королей Гондора и бесстрашие людей Севера, сражался до последнего, к тому же, как оказалось, унаследовав и долголетие его предков-дунэдайн. В конце концов его войско осадили в Осгилиате, где оно держалось до тех пор, пока голод и постоянные атаки мятежников не выбили их оттуда. Город загорелся, и Купольная Башня была уничтожена, палантир же, хранившийся в ней, был потерян в волнах Андуина.
Эльдакар же отступил в Рованион, где к нему присоединилось множество людей Севера и дунэдайн с севера Гондора, уважавших его и ненавидевших узурпатора Кастамира, захватившего власть.

## Кастамир
Кастамир (кв. Castamir) узурпировал трон в 1437 г., убит в 1447 г. Был младшим братом Ромендакила II и двоюродным дедом Эльдакара. Возглавил мятежников, являясь не только ближайшим претендентом на престол в королевской фамилии Гондора, но и храбрейшим военачальником, Адмиралом Гондора, поддерживаемым населением побережий, а также Пеларгира и Умбара.
После узурпации власти Кастамир проявил себя как высокомерный и скупой правитель. Он был безмерно жестоким, что впервые проявилось в осаде Осгилиата: он казнил захваченного в плен Орнендила, сына Эльдакара, а убийства и грабежи в Осгилиате далеко превзошли потребности войны. Это запомнили в Минас Аноре и Итилиэне, где любовь к Кастамиру ещё более угасла, когда стало ясно, что к этим землям он не испытывает интереса, заботясь только о флоте и планируя перевести столицу в Пеларгир.
Таким образом, Кастамир проправил всего десять лет, после чего Эльдакар привёл с севера огромную армию, в которую стекались люди от Каленардона до Анориэна и Итилиэна. В итоге состоялась Битва у брода Эруи в Лебеннине, где армия мятежников была разбита, а Эльдакар собственноручно убил Кастамира, отомстив за своего сына.
Однако сыновьям Кастамира вместе с остатками мятежной армии удалось бежать в Пеларгир, откуда, когда они собрали всех, кого могли, они бежали в Умбар (силы Эльдакара не могли преследовать их, не имея военных кораблей), где создали убежище для всех врагов короля, превратившись в умбарских пиратов. В результате Умбар воевал с Гондором в течение многих поколений, угрожая побережьям и морскому сообщению. Пиратов не удавалось окончательно усмирить вплоть до времён восшествия на престол короля Элессара, и Южный Гондор надолго стал спорной территорией между королями и пиратами.

## Эльдакар (второе правление)
Второе правление Эльдакара происходило в 1447—1490 гг. В те годы кровь дунэдайн Гондора стала сильнее смешиваться с кровью северян, которые активно переселялись туда по приглашению короля, благодарившего их за помощь в гражданской войне. Учитывая также и то, что многие представители знатнейших родов Гондора пали в битвах, угасание дунэдайн продолжилось: в первую очередь стала сокращаться их продолжительность жизни. Сам Эльдакар прожил 235 лет, а царствовал 58 лет, из которых 10 находился в изгнании.

## Альдамир
Альдамир (кв. Aldamir), правил в 1490—1540 гг. Постоянно воевал с умбарскими пиратами.

## Хиармендакил II
Хиармендакил II (кв. Hyarmendacil II), он же Виньярион (англ. Vinyarion) правил в 1540—1621 гг. В 1551 г. одержал решающую победу над харадрим, после чего взял имя Хиярмендакил («победитель юга»), как и его предшественник.

## Минардил
Минардил (кв. Minardil) правил в 1621—1634. Сын Эльдакара. Убит в Пеларгире умбарскими пиратами.

## Телемнар
Телемнар (кв. Telemnar) правил в 1634—1636 гг. Умер во время Великой Чумы, пришедшей с восточным ветром из Мордора, вместе со всей своей семьёй и детьми. Вместе с королём засохло и умерло Белое Древо Гондора.

## Тарондор
Тарондор (кв. Tarondor) правил в 1636—1798 гг. Племянник Телемнара, правил дольше всех королей Гондора (162 года). Перенёс столицу Гондора из Осгилиата в Минас Анор (из-за того, что Осгилиат был частично заброшен после гражданской войны и начал разрушаться).

## Телумехтар Умбардакил
Телумехтар Умбардакил (кв. Telumehtar Umbardacil) правил в 1798—1850 гг. Обеспокоенный наглостью пиратов, совершавших рейды вдоль всего побережья Гондора, доходя даже до Анфаласа, и вспоминая смерть короля Минардила, он собрал большое войско и в 1810 г. взял Умбар штурмом. В этой операции погибли последние наследники Кастамира, и Умбар какое-то время снова находился под властью королей. После успешного взятия Умбара Телумехтар взял себе второе имя Умбардакил, «победитель Умбара». Однако вскоре Умбар снова вышел из-под контроля Гондора.

## Нармакил II
Нармакил II (кв. Narmacil II), правил в 1850—1856 гг. Убит в схватке с Людьми Повозок, вторгшимися в Гондор, за Андуином. В результате люди восточного и южного Рованиона были обращены в рабство, а границы Гондора отодвинулись к Андуину и Эмин Муйл. В это же время, видимо, назгулы вернулись в Мордор.

## Калимехтар
Калимехтар (кв. Calimehtar) правил в 1856—1936 гг. Сын Нармакила II. С помощью переворота в Рованионе отомстил за отца, одержав великую победу над истерлингами в Дагорладе в 1899 г., что на время отвратило беды от Гондора.

## Ондогер
Ондогер (кв. Ondoher, правильное произношение имени — Ондохэр) правил в 1936—1944 гг. В ходе его правления (и правления Арафанта в Артэдайне) возобновился диалог между Гондором и Артэдайном, прерванный за столетия до этого. Причиной этого было взаимное осознание того, что за нападениями на дунэдайн в разных концах Средиземья стоит одна сила и воля. В это же время Арведуи, сын Арафанта, женился на Фириэль, дочери Ондогера. Однако ни одно королевство не смогло помочь другому, в то время когда Ангмар возобновил атаки на Артэдайн, а Люди Повозок снова появились в Гондоре с огромным войском, объединившись на сей раз с людьми Кханда и Ближнего Харада. В этой войне Гондор чуть не прекратил своё существование, а король Ондогер вместе с сыновьями Артамиром и Фарамиром погиб в битве к северу от Мораннона.

## Эарнил II
Эарнил II (кв. Eärnil II) правил в 1945—2043 гг. В ходе войны с Людьми Повозок в 1944 г. занимал должность полководца в Южной армии Гондора. Сначала Эарнил одержал в Южном Итилиэне победу над войском Харада, перешедшим реку Порос. Затем, совершив марш-бросок на север, он собрал остатки отступающей Северной армии и нанёс сокрушительный удар по главному лагерю Людей Повозок, которые в тот момент пировали и праздновали победу над Гондором. Эарнил напал на лагерь, поджёг повозки и обратил неприятеля в бегство, выдворив его из Итилиэна. Большая часть бежавших сгинула в Мёртвых Топях.
После этой блестящей победы наместник Пелендур короновал Эарнила короной королей Гондора. Это решение было горячо поддержано всеми дунэдайн Гондора, так как Эарнил происходил из королевской фамилии, будучи правнуком брата короля Нармакила II, а также за его отвагу. Не последнюю роль сыграла также поддержка кандидатуры Эарнила Пелендуром. В то же время претензия на престол Арведуи, поданная в тот же период, была отклонена (даже несмотря на его женитьбу на дочери короля Гондора и происхождение по прямой линии от Исилдура) из-за его высокомерия и пренебрежения интересами Гондора. Однако, став королём, Эарнил II (который был дальновидным и умным правителем) отправил Арведуи (тоже ставшему королём Артэдайна) послание, в котором подтверждал добрососедские отношения между двумя государствами и обещал предоставить северянам помощь при необходимости.
Скоро такая необходимость возникла: до Гондора дошли вести о том, что Ангмар и его король-чародей готовятся нанести Артэдайну решающий удар. Эарнил сразу же послал своего сына Эарнура с флотом на север с максимумом войск, которые он мог предоставить для помощи Арведуи. Однако Эарнур опоздал: Арведуи был побежден и бежал на север, где утонул в ледяном заливе Форохел, несмотря на попытки моряков Кирдана спасти его. Однако Эарнур тем не менее уничтожил Ангмар в Битве при Форносте с помощью армий эльфов Кирдана из Линдона и Глорфиндела из Ривенделла. Из-за этого Король-чародей проникся страшной ненавистью к Эарнуру.
Несмотря на свои военные таланты, Эарнилу пришлось сдать Минас Итиль назгулам (в том числе Королю-чародею, бежавшему в Мордор), которые осаждали этот город в 2000—2002 гг. После этого поражения Минас Анор был переименован в Минас Тирит (охранную башню), а Минас Итиль — в Минас Моргул (колдовскую башню).
Эарнил II умер в 2043 г., оставив трон сыну Эарнуру, не менее талантливому полководцу, но менее дальновидному правителю, чем он сам.

## Эарнур
Эарнур (кв. Eärnur) правил в 2043—2050 (вероятно) гг. Сын Эарнила II. Эарнур был похож на отца полководческими талантами, но не умом. Будучи человеком сильным и горячим, он предпочёл не жениться, ибо единственной радостью в жизни для него были поединки, битвы и упражнения с оружием. Никто в Гондоре не мог сравниться с ним в воинских искусствах, и был он больше похож на великого мастера военных искусств, а не на полководца или короля.
Когда Эарнур получил корону в 2043 г., Король-чародей Ангмара вызвал его на поединок, насмехаясь над ним и говоря, что он не посмел сразиться с Предводителем Назгулов в битве у Форноста. В тот раз наместник Мардил сдержал гнев короля. Однако через семь лет Король-чародей повторил свой вызов, говоря, что к нетвёрдому молодому сердцу Эарнур теперь прибавил слабость прожитых лет. Теперь уже Мардил не смог удержать короля, и с небольшим эскортом рыцарей он поехал к воротам Минас Моргула. Ни о ком, кто был в том отряде, более не слышали. В Гондоре верили, что коварный враг схватил короля, и он был замучен в Минас Моргуле, но, поскольку свидетелей его смерти не было, Мардил Добрый Наместник правил Гондором от его имени многие годы.
После исчезновения Эарнура никто не мог найти претендента на престол, чьё происхождение было бы безупречным, или чью претензию одобрили бы все. Все помнили о гражданской войне и верили, что если подобное несчастье постигнет Гондор ещё раз, он погибнет. Поэтому долгие века Гондором правили наместники, а корона Элендила лежала в Домах Мёртвых на гробнице короля Эарнила II, там, где Эарнур оставил её.

## Элессар
Правил в 1-120 гг. Ч.Э. Первый король Воссоединённого королевства Арнора и Гондора.

## Эльдарион
Эльдарион (кв. Eldarion), правил со 120 г. Ч. Э. Сын Арагорна и Арвен. Более никаких сведений о его правлении в легендариуме Толкина нет.